# Epeolus rufothoracicus
Epeolus rufothoracicus là một loài Hymenoptera trong họ Apidae. Loài này được Bischoff mô tả khoa học năm 1923.